# Ex injuria jus non oritur
Ex injuria jus non oritur (em latim "lei não surge da injustiça") é um princípio do direito internacional. A frase implica que "atos injustos não podem criar leis". Seu princípio rival é ex factis jus oritur, no qual a existência de fatos cria a lei.